# Miniatyrmakaren
Miniatyrmakaren (engelska: The Miniaturist) är en brittisk dramaserie från 2017. Serien är baserad på romanen Miniatyrmakaren från 2014 av Jessie Burton. I Sverige har serien visats på bland annat SVT och går 2022 att streama på Netflix och på Viafree. 

## Synopsis
Det är år 1686 när Nella Oortman ska börja sitt nya liv i Amsterdam som hustru till handelsmannen Johannes Brandt. Men Johannes är inte intresserad av sin nya brud, och Nella inser så småningom att huset hon kommer till rymmer många hemligheter. 

## Rollista i urval
- Anya Taylor-Joy - Petronella ("Nella") Brandt (og Oortman)
- Romola Garai - Marin Brandt
- Hayley Squires - Cornelia
- Alex Hassell - Johannes Brandt
- Caolan Byrne - Arnoud
- Sally Messham - Hanna
- Geoffrey Streatfeild - Frans Meermans
- Paapa Essiedu - Otto
- Ziggy Heath - Jack Philips
- Ian Hogg - Pieter Slabbaert
- Aislín McGuckin - Agnes Meermans
- Emily Berrington - miniatyrmakaren